# Hinderk Meiners Emrich

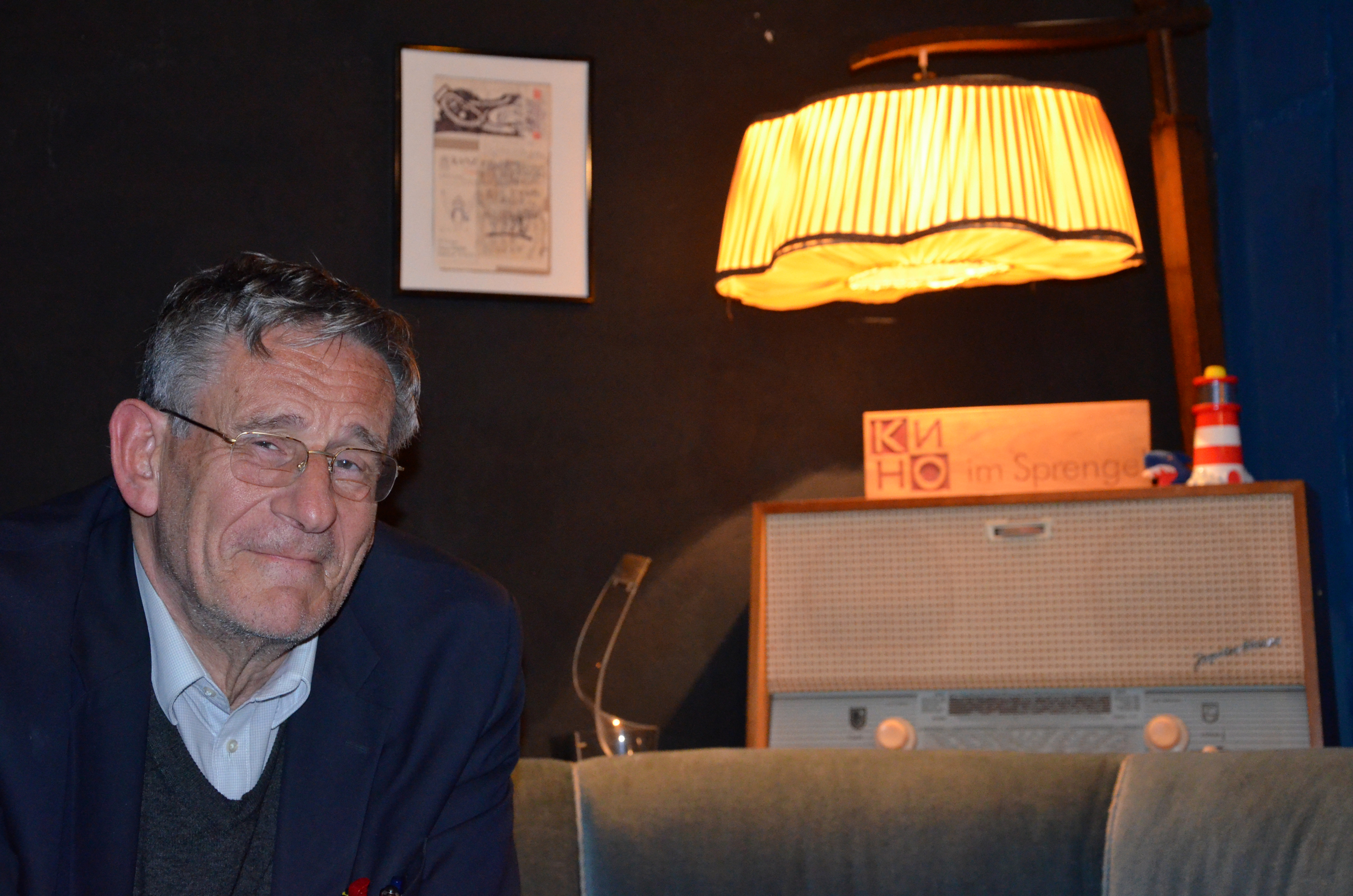
Hinderk M. Emrich, 2014

Hinderk Meiners Emrich (* 2. Juli 1943 in Witzenhausen bei Kassel; † 16. September 2018) war ein deutscher Psychiater, Psychoanalytiker und Philosoph. Emrich war als Wissenschaftler und Kliniker darum bemüht, die geisteswissenschaftlichen und neurobiologischen Grundlagen seiner Disziplin zu integrieren und daraus Schlüsse für individuelle Therapien und gesellschaftliche Entwürfe zu ziehen. Neben seiner Tätigkeit als Ordinarius für Psychiatrie und Psychotherapie an der Medizinischen Hochschule Hannover von 1992 bis 2008 erhielt Emrich Lehraufträge an verschiedenen geisteswissenschaftlichen Fakultäten.

## Leben und Werk
Hinderk M. Emrich wurde 1943 als Sohn der Studienassessorin Lina Helene Emrich, geborene Hinderks, und des Germanisten Wilhelm Emrich in Witzenhausen bei Kassel geboren.
1962 nahm er das Studium der Medizin an der Freien Universität (FU) Berlin auf. Erste Forschungsarbeiten leistete er bereits im Vorklinikum am physiologischen Institut unter der Leitung von Karl Julius Ullrich. 1968 promovierte Emrich an der Universität Bern mit einer Arbeit über Mukoviszidose. Neben weiteren Forschungsarbeiten am Max-Volmer-Institut für physikalische Chemie der Technischen Universität (TU) Berlin absolvierte er seine Medizinalassistentenzeit und erhielt 1970 die Approbation als Arzt. Seine Habilitation in Medizin für das Lehrgebiet „Molekulare Neurobiologie“ an der TU erlangte Emrich 1972. Im Rahmen seiner Facharztweiterbildung arbeitete er als Assistenzarzt zunächst in der psychiatrischen Abteilung des Bezirkskrankenhauses Haar und später sowohl in der psychiatrischen wie auch der neurologischen Abteilung des Max-Planck-Instituts für Psychiatrie in München. 1978 legte er seine Facharztprüfung zum Nervenarzt ab und erhielt eine außerplanmäßige Professur. In dieser Zeit war Emrich maßgeblich an der Entdeckung der psychopharmakologischen Wirkung von Carbamazepin, ursprünglich eine antikonvulsive Substanz, für die Behandlung von Menschen mit bipolarer Störung beteiligt. Seine Habilitation im Fach Psychiatrie erlangte er 1986. Ende der 1980er- und Anfang der 1990er-Jahre erwarb Emrich weitere Zusatzqualifikationen in den Bereichen Psychotherapie (verhaltenstherapeutische und tiefenpsychologische Verfahren, „Lehranalytiker“) und Pharmakologie. 1992 erhielt er den Ruf auf die C4-Professur für Psychiatrie an der Medizinischen Hochschule Hannover in der Nachfolge Karl Peter Kisker. Dort setzte Emrich seine facettenreichen Forschungsarbeiten fort, wobei er geisteswissenschaftliche und neurobiologische Ansätze miteinander verband. Neben anderen Projekten hat sich Emrich zuletzt mit der Schizophrenieforschung, unter anderem dem Hohlmasken-Paradigma sowie der Synästhesie beschäftigt.
Bereits seit den 1990er-Jahren erhielt Emrich Gastprofessuren am Max-Planck-Institut für extraterrestrische Physik, am C.-G.-Jung-Institut München, an der Kunsthochschule für Medien Köln und an der Ben-Gurion-Universität im Negev, Beʾer Scheva, in Israel. 1999 promovierte Emrich im Fach Philosophie an der Ludwig-Maximilians-Universität München zur Transzendentalphilosophie J. G. Fichtes. Zum Ende seiner Zeit als Ordinarius für Psychiatrie und Psychotherapie erhielt Emrich einen Lehrauftrag für Philosophie an der Leibniz Universität Hannover. Weitere Lehraufträge erhielt Emrich von der Universität Witten/Herdecke, der Staatlichen Hochschule für Gestaltung Karlsruhe sowie dem Humboldt-Kolleg Berlin. Darüber hinaus engagierte sich Emrich stets für künstlerische Projekte, Theaterproduktionen und Lesungen sowie für Filmwissenschaft und Filmprojekte. So beriet er den Regisseur Hans Weingartner für den Film „Das weiße Rauschen“ über einen jungen Mann mit Schizophrenie und trat auch darstellerisch in Aktion, z. B. in Filmen wie Free Rainer, Des Kindes Mozart@sotto voce. in der Nacht.
Nach seiner Emeritierung 2008 setzte Emrich von Hannover aus sowohl seine wissenschaftliche als auch seine künstlerische Arbeit fort und bereitete parallel dazu die Veröffentlichung seiner gesammelten Vorträge und Schriften vor.
Hinderk Meiners Emrich starb nach langer Krankheit im September 2018 im Alter von 75 Jahren.

## Schriften (Auswahl)
- mit Udo Schneider und Markus Zedler: Welche Farbe hat der Montag? Synästhesie: Das Leben mit verknüpften Sinnen. Hirzel, Stuttgart und Leipzig 2002
- Identität als Prozeß. Königshausen & Neumann, Würzburg 2007
- Texte zu Rilke (Aufsatzsammlung). Cuvillier, Göttingen 2008
- Psychiatrische Anthropologie. 2 Bde., Königshausen & Neumann, Würzburg 2008/2012
- mit Michael Roes: Engel und Avatar. Ein Dialog über reale und virtuelle Welten. Matthes & Seitz, Berlin 2011, ISBN 978-3-88221-580-9.
- mit Michael Roes: Einige widersprüchliche Anmerkungen zur Vergeblichkeit der Liebe: ein Gespräch. Alibri, Aschaffenburg 2015, ISBN 978-3-86569-186-6.
- Sagen des Unsagbaren: Zur Musikalisierung des Lebens. Books on Demand, Norderstedt 2015, ISBN 978-3-7386-4841-6.
- mit Edgar Reitz: Der magische Raum. Gespräche zur Philosophie des Kinos. Schüren, Marburg 2016, ISBN 978-3-89472-998-1.